# ルック・アップ (リンゴ・スターのアルバム)
『ルック・アップ』（原題: Look Up）は、リンゴ・スターが2025年1月に発表した21枚目のスタジオ・アルバムである。

## 解説
フル・アルバムとしては『ホワッツ・マイ・ネーム』以来、6年ぶり、カントリー・ミュージックのアルバムとしては『カントリー・アルバム』以来、55年ぶりとなる。

### 制作に至る経緯
『ホワッツ・マイ・ネーム』リリース後に発生した新型コロナウイルス感染症による世界的に外出等の制限かかる中、スターは年に1～2回のペースでEP形式での楽曲リリースを行ってきた。これは状況的に長期間、大人数でレコーディング・セッションを行うことが難しかったことや、スター自身が80歳を超えてクリエイティブな状態を保つために必要なことだったからであった。
2022年11月10日、ロサンゼルスで行われたジョージ・ハリスンの未亡人であるオリビア・ハリスンの詩集『Came The Lightening, Twenty Poems for George』の出版イベントで、スターは旧知のT・ボーン・バーネットと偶然再会した。当時、新たなEPの制作をしていたスターは、バーネットに楽曲提供を依頼した。スターは1～2曲のつもりだったが、バーネットはこの仕事に熱心に取り組み、いずれもスターが愛してやまないカントリー・ミュージック調の楽曲を9つも作曲した。喜んだスターは、初めはバーネットとカントリー・ミュージックのEPを制作するつもりだったが、せっかくたくさん楽曲があるのでフル・アルバムにしようと考え直した。

### レコーディング
2024年に入ってナッシュビルにあるいくつかのスタジオとロサンゼルスのスターの自宅にあるロッカベラ・ウェスト・スタジオで録音された。スターはすべての楽曲で歌とドラムを担当、バーネットとダニエル・タシアン、ブルース・シュガーが共同プロデュースを行った。バーネットはアリソン・クラウスやビリー・ストリングス、ラーキン・ポー、ルーシャス、モリー・タトルなど、現在のナッシュヴィルでもっとも勢いのある精鋭たちを起用した。

## 収録曲
| #         | タイトル                                                   | 作詞・作曲                                                | ゲスト                              | 時間  |
| --------- | ---------------------------------------------------------- | --------------------------------------------------------- | ----------------------------------- | ----- |
| 1.        | 「ブレスレス」(Breathless)                                 | T・ボーン・バーネット                                     | ビリー・ストリングス                | 3:02  |
| 2.        | 「ルック・アップ」(Look Up)                                | T・ボーン・バーネット ダニエル・タシアン                  | モリー・タトル                      | 3:10  |
| 3.        | 「タイム・オン・マイ・ハンズ」(Time on My Hands)           | T・ボーン・バーネット ダニエル・タシアン ポール・ケナリー |                                     | 3:59  |
| 4.        | 「ネヴァー・レット・ミー・ゴー」(Never Let Me Go)          | T・ボーン・バーネット                                     | ビリー・ストリングス                | 3:55  |
| 5.        | 「アイ・リヴ・フォー・ユア・ラヴ」(I Live for Your Love)   | T・ボーン・バーネット ビリー・スワン                      | モリー・タトル                      | 2:59  |
| 6.        | 「カム・バック」(Come Back)                                | T・ボーン・バーネット                                     | ルシウス                            | 2:49  |
| 7.        | 「キャン・ユー・ヒア・ミー・コール」(Can You Hear Me Call) | T・ボーン・バーネット                                     | モリー・タトル                      | 2:54  |
| 8.        | 「ロゼッタ」(Rosetta)                                      | T・ボーン・バーネット                                     | ビリー・ストリングス ラーキン・ポー | 3:46  |
| 9.        | 「ユー・ウォント・サム」(You Want Some)                    | ビリー・スワン                                            |                                     | 3:03  |
| 10.       | 「ストリング・セオリー」(String Theory)                    | T・ボーン・バーネット ダニエル・タシアン                  | モリー・タトル ラーキン・ポー       | 3:37  |
| 11.       | 「サンクフル」(Thankful)                                   | ブルース・シュガー リチャード・スターキー                 | アリソン・クラウス                  | 3:38  |
| 合計時間: | 合計時間:                                                  | 合計時間:                                                 | 合計時間:                           | 36:52 |

## 参加ミュージシャン
| - リンゴ・スター – ボーカル、ドラムス、パーカッション(#1)、口笛(#6) - T・ボーン・バーネット – エレクトリック・ギター(#1,2,4,7–11)、アコースティック・ギター(#1,4,6,8)、6弦ベース(#2,3) - デニス・クラウチ – ベース・ギター - ダニエル・タシアン – アコースティック・ギター(#1–3,10)、エレクトリック・ギター(#2–4,9,11)、ウッドブロック(#2)、6弦ベース(#3)、ピアノ(#3)、12弦ギター(#10)、バッキング・ボーカル(#11) - ビリー・ストリングス – バッキング・ボーカル(#1,4,8)、アコースティック・ギター(#1)、ギター(#4)、エレクトリック・ギター(#8) - ポール・フランクリン – ペダル・スティール・ギター(#2,3,5,9–11) - モリー・タトル – ハーモニー・ボーカル(#2,5,10)、デュエット・ボーカル(#7)、アコースティック・ギター(#5,7)、マンドリン(#5)、12弦ギター(#10) | - アンディ・カタ – ピアノ(#3) - デヴィッド・マンスフィールド – ストリングス・アレンジメント(#3) - ミッキー・ラファエル – ハーモニカ(#4) - マイク・ロハス – ピアノ(#5) - コリン・リンデル – リゾネーター・ギター(#6) - スチュアート・ダンカン – フィドル、マンドリン(#6) - ロリー・ホフマン – アコースティックギター(#6), クラリネット(#9) - ルシウス (ジェス・ウルフ & ホリー・レシグ) – バッキング・ボーカル(#6) - ジョー・ウォルシュ – スライドギター(#8) - レベッカ・ラヴェル – マンドリン(#8)、バッキング・ボーカル(#8,10) - ミーガン・ラヴェル – バッキング・ボーカル(#8,10) - グレッグ・ライス – アコースティックギター(#11) - アリソン・クラウス – ハーモニー・ボーカル(#11) |